# IC 2181
IC 2181 је спирална галаксија у сазвјежђу Близанци која се налази на листи објеката дубоког неба у Индекс каталогу.
Деклинација објекта је + 18° 59' 47" а ректасцензија 7h 13m 10,3s. Привидна величина (магнитуда) објекта IC 2181 износи 14,1 а фотографска магнитуда 14,9. IC 2181 је још познат и под ознакама UGC 3744, MCG 3-19-5, CGCG 86-8, NPM1G +19.0136, PGC 20417.